# Ангелов, Аню
Аню Ангелов (болг. Аню Ангелов; род. 22 декабря 1942, Хасково, Болгария) — болгарский государственный деятель. Бывший министр обороны Республики Болгарии (2010—2013). Член правоцентристского правительства Бойко Борисова.

## Биография
Окончил Высшее военное артиллерийское училище имени Георгия Димитрова по специальности инженер-радиоэлектроник. После этого — Военная академия имени Г. С. Раковски по специальности стратегическое управление вооружёнными силами и специализацию в военно-учебных заведениях в Москве во времена Ю. В. Андропова (1982—1984). В двухтысячных годах окончил Колледж обороны НАТО в Риме.
1990 — назначен командующим ПВО сухопутных войск коммунистической Болгарии, а уже в 1992 году — заместитель командующего Сухопутных войск Болгарии, освободившейся из-под московской опеки.
1994—1997 — заместитель начальника Генерального штаба Болгарской армии, после чего назначен военным атташе при посольстве Болгарии в Великобритании. 2000—2002 — начальник Военной академии имени Раковского.
Во времена правления красных правительств двухтысячных годов присоединился к правоцентристам — партии ГЕРБ. Благодаря этому сделал стремительную политическую карьеру — от заместителя министра обороны к министру обороны Болгарии (от 27 января 2010 года). На этом посту заменил гражданского министра Николая Младенова, который возглавил внешнеполитическое ведомство в правительстве Бойко Борисова.
В 2011 году столкнулся с проблемой пенсионного обеспечения военнослужащих, причём 2 500 тысяч офицеров были сокращены, а пенсионный возраст военнослужащих увеличено в среднем на два года, а пенсионный возраст для генералов и адмиралов армии увеличен до 62 лет.
Значительное внимание министр уделяет омоложению состава ВВС Болгарии, основная часть которого имеют 15 и более лет стажа. Также в 2011 году Министерство обороны объявило тендер на приобретение восьми новых многофункциональных истребителей. Приоритет — компании США, Швеции (JAS-39 «Грипен»), Германии и Франции.
Активизировала работу военная прокуратура, проведена ревизия соглашений министерства обороны за предыдущие годы. После отставки в феврале 2013 — советник Бойко Борисова.